# Siraj Gena
Siraj Gena (* 12. November 1984) ist ein äthiopischer Marathonläufer.
2005 wurde er Dritter beim Dubai-Marathon. Im darauffolgenden Jahr wurde er Zweiter in Dubai und Dritter beim Nagano-Marathon. Einem 13. Platz beim Amsterdam-Marathon 2007 folgten 2008 und 2009 jeweils ein vierter Platz in Nagano. Zum Saisonabschluss 2009 wurde er mit seiner bis dahin besten Zeit von 2:10:41 h Neunter beim Frankfurt-Marathon.
2010 wurde er zunächst Zweiter beim Mumbai-Marathon und siegte dann beim Rom-Marathon mit seiner persönlichen Bestzeit von 2:08:39 h. Die letzten 500 Meter legte er dabei barfuß zurück, um sich eine Sonderprämie zu sichern, die der Veranstalter im Gedenken an den 50. Jahrestag von Abebe Bikilas Olympiasieg ausgesetzt hatte. Im Herbst gewann er bei unwetterartigen Bedingungen den Peking-Marathon in 2:15:45.